# パトリッキー・ピットブル
パトリッキー・“ピットブル”・フレイレ（Patricky "Pitbull" Freire、1986年1月21日 - ）は、ブラジルの男性総合格闘家。リオグランデ・ド・ノルテ州ナタル出身。ピットブル・ブラザーズ/チーム・ノゲイラ所属。元Bellator世界ライト級王者。
同じ「ピットブル」の愛称で知られる総合格闘家のパトリシオ・“ピットブル”・フレイレは実弟。

## 来歴
11歳からブラジリアン柔術を始め、2005年、19歳でプロデビュー。

### Bellator
2011年3月12日、Bellator初参戦となったBellator 36のライト級トーナメント準々決勝でロブ・マックローと対戦し、3Rに右フックでダウンを奪い、パウンドでTKO勝ち。4月2日、Bellator 39のライト級トーナメント準決勝でトビー・イマダと対戦し、1Rに左フックでKO勝ち。5月14日、 Bellator 44のライト級トーナメント決勝でマイケル・チャンドラーと対戦し、0-3の判定負け。準優勝に終わった。
2011年11月26日、Bellator 59でカート・ペレグリーノと対戦し、試合開始から50秒でTKO勝ち。
2012年3月23日、Bellator 62のライト級トーナメント準々決勝でロイド・ウッダードと対戦し、2Rにキムラロックで一本負け。
2012年10月12日、Bellator 76でエディ・アルバレスと対戦し、1Rに右ハイキックでKO負け。
2014年3月21日、Bellator 113のライト級トーナメント準々決勝でデイヴィッド・リッケルズと対戦し、2Rに左フックでKO勝ち。4月18日、Bellator 117のライト級トーナメント準決勝でデレック・カンポスと対戦し、2RにパウンドでTKO勝ち。9月26日、Bellator 126のライト級トーナメント決勝でマルチン・ヘルドと対戦し、0-3の判定負け。2度目の準優勝に終わった。
2016年6月24日、Bellator 157の世界ライト級王座決定戦でマイケル・チャンドラーと再戦し、1Rに右ストレートでKO負け。王座獲得に失敗した。
2017年2月18日、Bellator 172のメインイベントでジョシュ・トムソンと対戦し、2Rに右アッパーでKO勝ち。
2017年9月23日、Bellator 183のメインイベントでベンソン・ヘンダーソンと対戦し、2-1の判定勝ち。
2018年9月21日、Bellator 205でロジャー・ウエルタと対戦し、2Rに右フックでKO勝ち。
2019年10月12日、Bellatorと提携するRIZINに初参戦し、RIZIN.19のライト級トーナメント1回戦で川尻達也と対戦。右飛び膝蹴りでダウンを奪ってからパウンドの連打を浴びせ、試合開始70秒でTKO勝ち。
2019年12月31日、RIZIN.20のライト級トーナメント準決勝でルイス・グスタボと対戦し、試合開始直後からグスタボを圧倒し、わずか28秒でコーナーでのサッカーボールキックで勝利。続く決勝戦トフィック・ムサエフとの試合では、3Rを通じて攻守が激しく入れ替わる接戦の末0-3の判定負けを喫し、トーナメント準優勝に終わった。試合後インタビューにて、パトリッキー、ムサエフ共に準決勝で右手の甲を骨折していたことが判明した。

#### Bellator世界王座獲得
2021年11月5日、Bellator 270のBellator世界ライト級王座決定戦でライト級ランキング4位のピーター・クウィリーと再戦し、スタンドパンチ連打で2RTKO勝ち。王座獲得に成功し、リベンジを果たした。

#### Bellator世界王座陥落
2022年11月18日、Bellator 288のBellator世界ライト級タイトルマッチでライト級ランキング1位の挑戦者ウスマン・ヌルマゴメドフと対戦し、0-3の5R判定負け。王座から陥落した。
2023年7月30日、超RIZIN.2のBellatorパートのメインイベントで行われたBellatorライト級ワールドグランプリ1回戦で、欠場したAJ・マッキーの代役を受けたホベルト・サトシ・ソウザと対戦し、3R序盤で右カーフキックでダウンを奪いパウンドでTKO勝ち。グランプリ準決勝進出を果たした。
2023年11月17日、Bellator 301のBellatorライト級ワールドグランプリ準決勝でライト級ランキング2位のアレクサンドル・シャブリーと対戦し、0-3の5R判定負け。グランプリ準決勝敗退となった。

### RIZIN
2025年6月7日のRIZINの緊急記者会見で、複数試合契約を結んだ事を発表した。
2025年7月27日の超RIZIN.4 真夏の喧嘩祭りで第13代DEEPライト級王者の野村駿太と対戦予定。

## 戦績
| 総合格闘技 戦績 | 総合格闘技 戦績 | 総合格闘技 戦績 | 総合格闘技 戦績 | 総合格闘技 戦績 | 総合格闘技 戦績 | 総合格闘技 戦績 |
| --------------- | --------------- | --------------- | --------------- | --------------- | --------------- | --------------- |
| 40 試合         | (T)KO           | 一本            | 判定            | その他          | 引き分け        | 無効試合        |
| 25 勝           | 17              | 1               | 7               | 0               | 0               | 0               |
| 15 敗           | 4               | 1               | 10              | 0               | 0               | 0               |

| 勝敗 | 対戦相手                               | 試合結果                             | 大会名                                                                        | 開催年月日     |
| ×    | 野村駿太                               | 5分3R終了 判定0-3                    | 超RIZIN.4 真夏の喧嘩祭り                                                      | 2025年7月27日  |
| ×    | ブルーノ・ミランダ                     | 5分3R終了 判定1-2                    | PFL 5                                                                         | 2024年6月21日  |
| ×    | クレイ・コラード                       | 2R 1:32 TKO（スタンドパンチ連打）    | PFL 2                                                                         | 2024年4月13日  |
| ×    | アレクサンドル・シャブリー             | 5分5R終了 判定0-3                    | Bellator 301: Amosov vs. Jackson 【Bellatorライト級ワールドグランプリ準決勝】 | 2023年11月17日 |
| ○    | ホベルト・サトシ・ソウザ               | 3R 0:49 TKO（カーフキック→パウンド） | 超RIZIN.2 【Bellatorライト級ワールドグランプリ1回戦】                         | 2023年7月30日  |
| ×    | ウスマン・ヌルマゴメドフ               | 5分5R終了 判定0-3                    | Bellator 288: Pitbull vs. Nurmagomedov 【Bellator世界ライト級タイトルマッチ】 | 2022年11月18日 |
| ○    | ピーター・クウィリー                   | 2R 1:05 TKO（スタンドパンチ連打）    | Bellator 270: Queally vs. Pitbull 2 【Bellator世界ライト級王座決定戦】        | 2021年11月5日  |
| ×    | ピーター・クウィリー                   | 2R 5:00 TKO（ドクターストップ）      | Bellator 258: Archuleta vs. Pettis                                            | 2021年5月7日   |
| ×    | トフィック・ムサエフ                   | 5分3R終了 判定0-3                    | RIZIN.20 【RIZINライト級世界トーナメント決勝】                                | 2019年12月31日 |
| ○    | ルイス・グスタボ                       | 1R 0:28 TKO（サッカーボールキック）  | RIZIN.20 【RIZINライト級世界トーナメント準決勝】                              | 2019年12月31日 |
| ○    | 川尻達也                               | 1R 1:10 TKO（右跳び膝蹴り→パウンド） | RIZIN.19 【RIZINライト級世界トーナメント1回戦】                               | 2019年10月12日 |
| ○    | ライアン・スコープ                     | 5分3R終了 判定2-1                    | Bellator Newcastle: Pitbull vs. Scope                                         | 2019年2月9日   |
| ○    | ロジャー・ウエルタ                     | 2R 0:43 KO（右フック）               | Bellator 205: McKee vs. Macapa                                                | 2018年9月21日  |
| ○    | デレック・カンポス                     | 1R 2:23 TKO（スタンドパンチ連打）    | Bellator 194: Nelson vs. Mitrione                                             | 2018年2月16日  |
| ○    | ベンソン・ヘンダーソン                 | 5分3R終了 判定2-1                    | Bellator 183: Henderson vs. Pitbull                                           | 2017年9月23日  |
| ○    | ジョシュ・トムソン                     | 2R 0:40 KO（右アッパー）             | Bellator 172: Thomson vs. Pitbull                                             | 2017年2月18日  |
| ×    | マイケル・チャンドラー                 | 1R 2:14 KO（右ストレート）           | Bellator 157: Dynamite 2 【Bellator世界ライト級王座決定戦】                   | 2016年6月24日  |
| ○    | ケヴィン・ソウザ                       | 5分3R終了 判定3-0                    | Bellator 152: Italy                                                           | 2016年8月16日  |
| ○    | ライアン・クートゥア                   | 1R 3:00 KO（左フック）               | Bellator 148: Daley vs. Uhrich                                                | 2016年1月29日  |
| ×    | デレック・アンダーソン                 | 5分3R終了 判定1-2                    | Bellator 147: Thomson vs. Villaseca                                           | 2015年12月4日  |
| ○    | サード・アワッド                       | 5分3R終了 判定3-0                    | Bellator 141: Guillard vs. Girtz                                              | 2015年8月28日  |
| ×    | マルチン・ヘルド                       | 5分3R終了 判定0-3                    | Bellator 126 【ライト級トーナメント 決勝】                                    | 2014年9月26日  |
| ○    | デレック・カンポス                     | 2R 0:52 TKO（パウンド）              | Bellator 117 【ライト級トーナメント 準決勝】                                  | 2014年4月18日  |
| ○    | デイヴィッド・リッケルズ               | 2R 0:54 KO（左フック）               | Bellator 113 【ライト級トーナメント 準々決勝】                                | 2014年3月21日  |
| ○    | エジソン・ベルト                       | 5分3R終了 判定3-0                    | Bellator 107                                                                  | 2013年11月8日  |
| ×    | デレック・アンダーソン                 | 5分3R終了 判定0-3                    | Bellator 98                                                                   | 2013年9月7日   |
| ×    | エディ・アルバレス                     | 1R 4:54 KO（右ハイキック）           | Bellator 76                                                                   | 2012年10月12日 |
| ×    | ロイド・ウッダード                     | 2R 1:46 キムラロック                 | Bellator 62 【ライト級トーナメント 準々決勝】                                 | 2012年3月23日  |
| ○    | カート・ペレグリーノ                   | 1R 0:50 TKO（右ストレート→パウンド） | Bellator 59                                                                   | 2011年11月26日 |
| ×    | マイケル・チャンドラー                 | 5分3R終了 判定0-3                    | Bellator 44 【ライト級トーナメント 決勝】                                     | 2011年5月14日  |
| ○    | トビー・イマダ                         | 1R 2:53 KO（右飛び膝蹴り→左フック）  | Bellator 39 【ライト級トーナメント 準決勝】                                   | 2011年4月2日   |
| ○    | ロブ・マックロー                       | 3R 3:11 TKO（右フック→パウンド）     | Bellator 36 【ライト級トーナメント 準々決勝】                                 | 2011年3月12日  |
| ○    | ユーレ・マチャド                       | 5分3R終了 判定3-0                    | Arena Gold Fights 2                                                           | 2010年7月17日  |
| ○    | マルロン・メデイロス                   | 2R TKO（右飛び膝蹴り→パウンド）      | Platinum Fight Brazil 3                                                       | 2010年5月20日  |
| ○    | エウメソン・レガウ                     | 2R ギロチンチョーク                  | Gouveia Fight Championship                                                    | 2010年4月8日   |
| ×    | ヴィラミー・シケリム                   | 3R 1:45 負傷判定0-2                  | Rino's FC 4                                                                   | 2007年9月27日  |
| ○    | マイコン・コスタ                       | 5分3R終了 判定3-0                    | Leal Combat: Natal                                                            | 2007年7月5日   |
| ○    | ジョアン・パウロ・ホドリゲス           | 1R 0:50 KO（踏みつけ）               | Cage Fight Nordeste                                                           | 2006年11月9日  |
| ○    | グレイドソン・アウヴェス・マルティンス | 3R KO                                | Fight Ship Looking Boy 2                                                      | 2005年11月22日 |
| ○    | アルキメデス・ヴィエラ                 | 1R KO（踏みつけ）                    | Fight Ship Looking Boy 1                                                      | 2005年9月8日   |

### グラップリング
| 勝敗 | 対戦相手               | 試合結果                | 大会名  | 開催年月日    |
| ×    | アルマン・ツァルキヤン | 5R リアネイキドチョーク | ADXC 10 | 2025年5月31日 |

## 獲得タイトル
- Bellatorシーズン4 ライト級トーナメント準優勝（2011年）
- Bellatorシーズン10 ライト級トーナメント準優勝（2014年）
- RIZIN FIGHTING WORLD GP 2019 ライト級トーナメント準優勝
- 第9代Bellator世界ライト級王座（2021年）

## 表彰
- ブラジリアン柔術 黒帯